# Армінія (Білефельд)
«Армі́нія» (нім. «Arminia Bielefeld») — німецький футбольний клуб з Білефельда. Заснований 3 травня 1905 року. Команда названа у честь великого німецького полководця Армінія.

## Досягнення
- Чемпіон другої Бундесліги: 1978, 1980, 1999, 2020